# Александар Боцан-Харченко
Александар Аркадјевич Боцан-Харченко (рус. Александр Аркадьевич Боцан-Харченко; 16. септембар 1957) руски је дипломата. Актуелни је Изванредни и Опуномоћени Амбасадор Руске Федерације у Републици Србији, Указом Председника Руске Федерације бр. 256 од 10. јуна 2019. године.

## Биографија
Дипломирао је 1979. године на Московском државном институту за међународне односе (МГИМО) и почео каријеру у Министарству иностраних послова СССР-а.
Био је дугогодишњи представник Русије у Контакт групи и део некадашње посредничке тројке за преговоре званичног Београда и представника привремених институција Приштине, у којој су били и Волфганг Ишингер, који је заступао Европску унију и Френк Џ. Визнер, као представник САД. На преговорима и на мировној конференцији о Босни и Херцеговини у Паризу, био је члан руске делегације на Дејтонским мировним преговорима.
Радио је на различитим дипломатским дужностима у централном апарату Министарства и у иностранству.
- 1997—2002. — министар саветник Амбасаде Руске Федерације у Хрватској
- 2002—2009. — заменик директора Трећег Европског департмана МИП Русије, од 2004. године специјални је представник Министра иностраних послова Руске Федерације за Балкан
- 2009—2014. — Амбасадор Руске Федерације у Босни и Херцеговини
- 2014—2019. — директор Четвртог Европског департмана МИП Русије
- 2017. — У рангу је Изванредног и Опуномоћеног Амбасадора

Изабран је за почасног грађанина Бања Луке 2014. године. Децембра 2022. Владимир Путин одликовао га је Орденом Александра Невског За велике заслуге у реализацији спољнополитичког курса Руске Федерације и вишегодишњу савесну дипломатску службу.
Говори српски и енглески језик. Ожењен је, има сина и две унуке.